# ザンクト・ゴアー
ザンクト・ゴアー (独: Sankt Goar)はドイツ連邦共和国 ラインラント＝プファルツ州ライン＝フンスリュック郡にあるライン渓谷中流上部西岸の市。
ザンクト・ゴアー＝オーバーヴェーゼル連合自治体 (独: Verbandsgemeinde Sankt Goar-Oberwesel) に属している。
2002年7月からのユネスコの世界遺産、ライン渓谷中流上部の中心地として有名である。街の高台にはライン渓谷中流上部でも有名なラインフェルス城がある。川を渡れば、ザンクト・ゴアールスハウゼンがあり、そこにはネコ城(独: Burg Katz)とネズミ城がある。ローレライ(独: Loreley)は近くの上流の右岸にある。

## 姉妹都市
- - シャティオン＝アン＝バゾワ(Châtillon-en-Bazois) （フランス 1973年）